# Alfred Mehmel
Alfred Mehmel (Colônia, 22 de setembro de 1896 – Darmstadt, 15 de novembro de 1972) foi um engenheiro civil alemão.
Na Primeira Guerra Mundial participou ativamente como soldado. Após retornar da guerra estudou engenharia civil de 1918 a 1921 na Universidade Técnica de Darmstadt, onde graduou-se em 22 de dezembro de 1921. De 1923 a 1926 foi assistente na TH Karlsruhe. Em fevereiro de 1926 obteve um doutorado com a tese Untersuchungen über den Einfluß häufig wiederholter Druckbeanspruchungen auf Druckelastizität und Druckfestigkeit von Beton ('Investigações sobre a influência de tensões compressivas frequentemente repetidas na elasticidade e na resistência à compressão do concreto').
Em maio de 1934 obteve a habilitação na TH Karlsruhe, onde foi Privatdozent.

## Obras
- 1934: Ponte Adolf Hitler, em Coblença
- 1954–1955: Salão de engenharia hidráulica (TU Darmstadt)
- 1959–1961: Ponte pênsil Kittiger
- 1959–1961: Hangar de manutenção 3 da Lufthansa, no Aeroporto de Hamburgo (com Rudolf Jäger, Georg Petry, Hannsgeorg Beckert e Otto Apel)
- 1962–1964: Via elevada Lenneberg, em Mainz.

## Publicações
- Untersuchungen über den Einfluß häufig wiederholter Druckbeanspruchungen auf Druckelastizität und Druckfestigkeit von Beton Springer, Berlin 1926, DNB 570896118 (Dissertação apresentada na Technische Hochschule Karlsruhe, 1926; 74 páginas).
- Die Adolf-Hitler-Brücke über die Mosel bei Koblenz. In: Der Bauingenieur. 15. Jahrgang, 1934, p. 384–389.
- Vorgespannter Beton. Grundlagen der Theorie, Berechnung und Konstruktion. Berlin 1957; 3ª edição revisada e ampliada: Springer, Berlin / Heidelberg / New York, NY 1973, ISBN 3-540-05847-8 (Berlin) / ISBN 0-387-05847-8 (New York).
- com Edgar Kern: Elastische und plastische Stauchungen von Beton infolge Druckschwell- und Standbelastung: Bericht (= Deutscher Ausschuss für Stahlbeton, Heft 153). Ernst, Berlin 1962 DNB 453284078.